# أنطوان بازين
أنطوان بازين (بالفرنسية: Antoine Bazin)‏ هو عالم صينيات ومستشرق ومؤرخ ومترجم فرنسي، ولد في 26 مارس 1799 في Saint-Brice-sous-Forêt ‏ في فرنسا، وتوفي في 1863 في باريس في فرنسا.